# Thuiaria subthuja
Thuiaria subthuja är en nässeldjursart som först beskrevs av Fenyuk 1947.  Thuiaria subthuja ingår i släktet Thuiaria och familjen Sertulariidae. Inga underarter finns listade i Catalogue of Life.